# Henry Heras
Henry Heras (en catalan : Enric Heras i Sicars), né le 11 septembre 1888 à Barcelone (Espagne) et décédé le 14 décembre 1955 à Bombay (Inde), est un prêtre jésuite catalan, missionnaire en Inde, historien et archéologue de renom. Il est surtout connu pour avoir décrypté les tablettes du site archéologique de Mohenjo-Daro. 

## Biographie

### Formation académique et religieuse
Né à Barcelone le 11 septembre 1888 dans une famille originaire de Canet d'Adri, Henry Heras entre dans la Compagnie de Jésus le 28 janvier 1904 et fait son noviciat à Veruala, près de Saragosse. Le noviciat terminé il fait quatre ans de ’Sciences humaines’ à Gandia et Veruela, suivies de deux ans de philosophie à Tortosa. Duran trois ans il enseigne l’histoire à Orihuela et fait ses études de théologie préparatoires au sacerdoce à Sarria (près de Barcelone). Ordonné prêtre le 26 juillet 1920 (à Barcelone) il termine sa formation académique et religieuse avec le Troisième An à Manresa, toujours en Espagne, suivi de sa profession religieuse définitive le 2 février 1922 (à Saragosse).

### Professeur, historien et archéologue
Arrivé en Inde en 1922 Henry Heras est d’abord professeur d’histoire aux facultés universitaires Saint-Xavier de Bombay. Il choisit d’enseigner l’Histoire de l'Inde « car il souhaite l’étudier ». C’est le point de départ d’une longue carrière d’historien et archéologue. Ayant aptitude et goût pour le travail de recherche il explore les trésors de l’histoire et de la culture indienne, mais il est surtout conscient de la nécessité de former des collaborateurs compétents. En 1926, il écrit pour eux un manuel de base : The Writing of History. La même année il fonde l’« Indian Institute of Historical Research » d’où sortiront plusieurs éminents historiens indiens. Après sa mort l’institut adoptera le nom de '« 'Heras Institute of Indian History and Culture », ce qu'il est encore aujourd'hui. 
Son premier champ de recherches historiques est la période moghole de l’histoire de l’Inde, et ce que les sources historiques jésuites peuvent révéler sur cette époque. Mais l'œuvre qui le fait connaître est son étude sur la dynastie Aravidu de Vijayanagar (publiée en 1927) pour laquelle il utilise des sources portugaise et jésuites, négligées jusqu’alors.

### La civilisation de l’Indus
À partir de 1935 il commence à s’intéresser aux découvertes des sites archéologiques de Mohenjo-Daro et Harappa, dans la vallée de l'Indus (aujourd’hui au Pakistan) et il cherche plus particulièrement à déchiffrer leurs mystérieuses inscriptions, ce que l’on appelle « langue d’Harappa ».  Un ouvrage volumineux publié en 1953 — son magnum opus — suggère et discute les solutions à trois problèmes : le déchiffrement de l'écriture d’Harappa, la relation entre les cultures de la vallée de l'Indus et Sumer, l'Égypte ancienne et la Méditerranée, et la question de l'origine raciale de la population de la vallée de l'Indus, qu'il considère comme prédravidienne. C’est son Studies in Proto-Indo-Mediterranean Culture.
Outre la création de l'institut indien de recherche historique, avec sa bibliothèque et son musée, il fonde la « Bombay Historical Society » et fut un membre actif de l’« Indian Historical Records Commission » et d’autres sociétés savantes. Son identification avec l'Inde était totale, et lorsque l'Inde acquiert son indépendance (1947), il opte pour la nationalité indienne.

### Un art indo-chrétien
Heras apprécie vivement les cultures autochtones et, anticipant le mouvement d’inculturation promu par Vatican II, encourage les jeunes artistes à employer art et symboles indiens pour exprimer artistiquement des thèmes chrétiens. Il présente leurs œuvres dans des expositions à Bombay, Rome et Lisbonne. Les efforts déployés dans le domaine de l‘inculturation du christianisme lui ont mérité le titre de « Père de l'art indien chrétien ».
D’apparence costaude et de taille moyenne, avec barbe blanche, grosses lunettes et yeux perçants, il est fort apprécié des étudiants pour son immense érudition comme pour son entière disponibilité. Sans doute son œuvre la plus importante fut-elle la formation de jeunes historiens et archéologues indiens.
Henry Heras meurt à Bombay le 14 décembre 1955.

## Reconnaissance publique
En 1981 le gouvernement indien émit un timbre-poste à l’effigie du père Henry Heras. On le voit en compagnie d’un des mystérieux sceaux de la vallée de l’Indus de Mohenjo-Daro. 

## Œuvres
Les livres et articles les plus importants de Henry Heras sont :
- La dinastía manchú en China, Barcelona, 1918.
- The Writing of History, Madras, 1926.
- The Aravida Dynasty of Vijayanagara, Madras, 1927.
- The Decay of the Portuguese Power in India, dans Journal Bombay Historical Society, vol.1 (1928), pp.3-42.
- Beginnings of Vijayanagara History, Bombay, 1929.
- The Conversion Policy of the Jesuits in India, Bombay, 1933.
- Los estudios históricos en la India, dans Razón y Fe, vol.106 (1934), pp.70-102.
- El `Indian Historical Research Institute' de Bombay, dans Razón y Fe, vol.106 (1934), pp.238-249, 391-401.
- Studies in Pallava History, Madras, 1933.
- La cuestión arya, dans Razón y Fe, vol.120 (1940), pp.288-322.
- El ascetismo en la India, dans Razón y Fe, vol.125 et 126 (1942).
- The Story of the Magi,  Bombay, 1954.
- Studies in Proto-Indo-Mediterranean Culture, Bombay, 1955.

## Sites externes
- Site officiel du ‘Heras Institute’
- Henry Heras dans la philatélie